# Asil Vilallonga
L'Asil Vilallonga és un edifici de Figueres (Alt Empordà) catalogat com a bé cultural d'interès local.

## Història
Va ser promogut per l'industrial del ferro figuerenc Marià Vilallonga i Gipuló (1813-1897). Es va construir en el context de restauració monàrquica de 1876 quan arreu de l'estat les institucions de beneficència i ensenyament religiós i particulars van rebre un nou impuls.
Es va aixecar sobre les restes desamortitzades i partides en dos (a causa de l'obertura de la carretera de Roses l'any 1854) del convent benedictí dels monjos de Sant Pere de Roda. Es va construir en dues fases: el 1877, que consistí en la reforma de l'antiga església per convertir-la en la capella dels Desamparats, i la construcció de la gran façana per conformar la nova alineació de la carretera; el 1884, es reformà l'antic i inacabat palau de l'abat per a convertir-lo en l'ala oest de l'asil i accés principal al recinte. Va ser inaugurat l'any 1886. Tenia un servei d'escola gratuïta nocturna per adults pobres i una dotació d'1 milió de pessetes per a assegur-ne la permanència en el temps.
A la mort del promotor el 1897, el seu nebot Mariano Vilallonga e Ibarra (1864-1913), fundador dels Altos Hornos de Vizcaya i del Banco de Vizcaya, esdevingué l'interlocutor de la família en la Junta de la Fundació. L'any 1999 va ser reformat i modernitzat. Pot acullir una bona cinquantena de residents.

## Descripció
Està situat a davant de la carretera de Roses, un lloc que era als afores de la ciutat quan es va construir. Té tres façanes (avinguda Vilallonga, plaça del Grà, carrer del Mar) i és de planta en forma d'«U» al voltant d'un pati. Aquest és envoltat per un mur de tanca amb vuit obertures seguint el motiu d'arc rebaixat, provinent del convent que existia en aquest lloc. Aquests arcs apareixen també en els dos cossos laterals. La porta central està coronada per llinda i frontó.
Consta de planta baixa i dos pisos. A la planta baixa hi ha arcs rebaixats i enreixats, comentats anteriorment, i al primer pis unes finestres rectangulars emmarcades que es repeteixen en el pis superior. Els dos pisos estan separats pel que sembla una motllura, però que en realitat és una canal per passar-hi els cables de la llum. Sobre d'aquesta es troben unes petites obertures, a sota de cada finestra per ventilació. Cornisa i voladís que donen a la terrassa. La façana s'aixeca com un llenç que es sobreposa a les restes del convent dels monjos de Sant Pere de Rodes, per tal de conformar la nova alineació de la carretera de Roses que va partir en dos aquell conjunt. La façana del carrer del Mar és molt més irregular i menys cuidada, amb la cantonada reforçada per carreus.